# Иречек, Константин Йозеф
Константин Йосеф И́речек (Йиричек, чеш. Konstantin Josef Jireček; 24 июля 1854, Вена — 10 января 1918, там же) — чешский историк. Сын Йосефа Иречека, внук (по линии матери) Павла Йосефа Шафарика, двоюродный брат археологов Владислава, Карела и Герменегильда Шкорпилов. Автор научного понятия, названного его именем.

## Биография
С 1879 года состоял на службе у молодого Болгарского государства, в 1881 г. занял пост министра образования Болгарии. С 1884 г. профессор общей истории в Праге, с 1893 г. профессор славянских древностей в Вене.
Автор ряда трудов по истории Балкан, в том числе наиболее общих «Истории болгар» (чеш. Dějiny národa Bulharského; 1876, русское издание ) и «Истории сербов» (нем. Geschichte der Serben; Гота, 1911). В этой последней книге сформулировал правило так называемой линии Иречека (проходящей от Адриатического моря до Чёрного примерно на широте Софии): к северу от этой линии славянские народы подвергались романскому влиянию, а к югу — греческому. Среди других книг Иречека можно отметить исследование «Посольство Дубровницкой республики к императрице Екатерине в 1771 году» (чеш. Poselství republiky Dubrovnické k císařovně Kateřině v roce 1771; 1893).
Среди его учеников историк   Йован Радонич.